# San Luis (Agusan del Sur)
San Luis è una municipalità di terza classe delle Filippine, situata nella Provincia di Agusan del Sur, nella Regione di Caraga.
San Luis è formata da 25 baranggay:
- Anislagan
- Balit
- Baylo
- Binicalan
- Cecilia
- Coalicion
- Culi
- Dimasalang
- Don Alejandro
- Don Pedro
- Doña Flavia
- Doña Maxima
- Mahagsay

- Mahapag
- Mahayahay
- Muritula
- Nuevo Trabajo
- Poblacion
- Policarpo
- San Isidro
- San Pedro
- Santa Ines
- Santa Rita
- Santiago
- Wegguam